# Rhinella rubescens
Rhinella rubescens е вид жаба от семейство Крастави жаби (Bufonidae). Видът не е застрашен от изчезване.

## Разпространение
Разпространен е в Бразилия (Баия, Гояс, Минас Жерайс, Пара, Пиауи и Токантинс).

## Описание
Популацията на вида е стабилна.